# Теплообмін

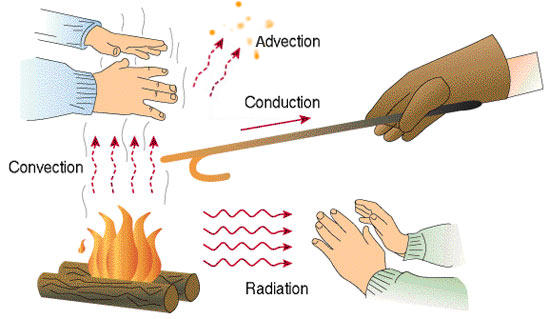
Чотири основні способи теплопередачі, зображені на багатті

Теплообмін (теплопередача) — фізичний процес передавання енергії у вигляді певної кількості теплоти від тіла з вищою температурою до тіла з нижчою температурою до настання термодинамічної рівноваги. Не можливо зупинити передачу тепла між сусідніми об'єктами з різними температурами — її можна лише сповільнити.
Одиницею вимірювання теплової енергії в системі SI є Джоуль (раніше використовувалась калорія).
Є три основні види теплообміну: теплопровідність, конвекція, випромінення.

## Теплопровідність

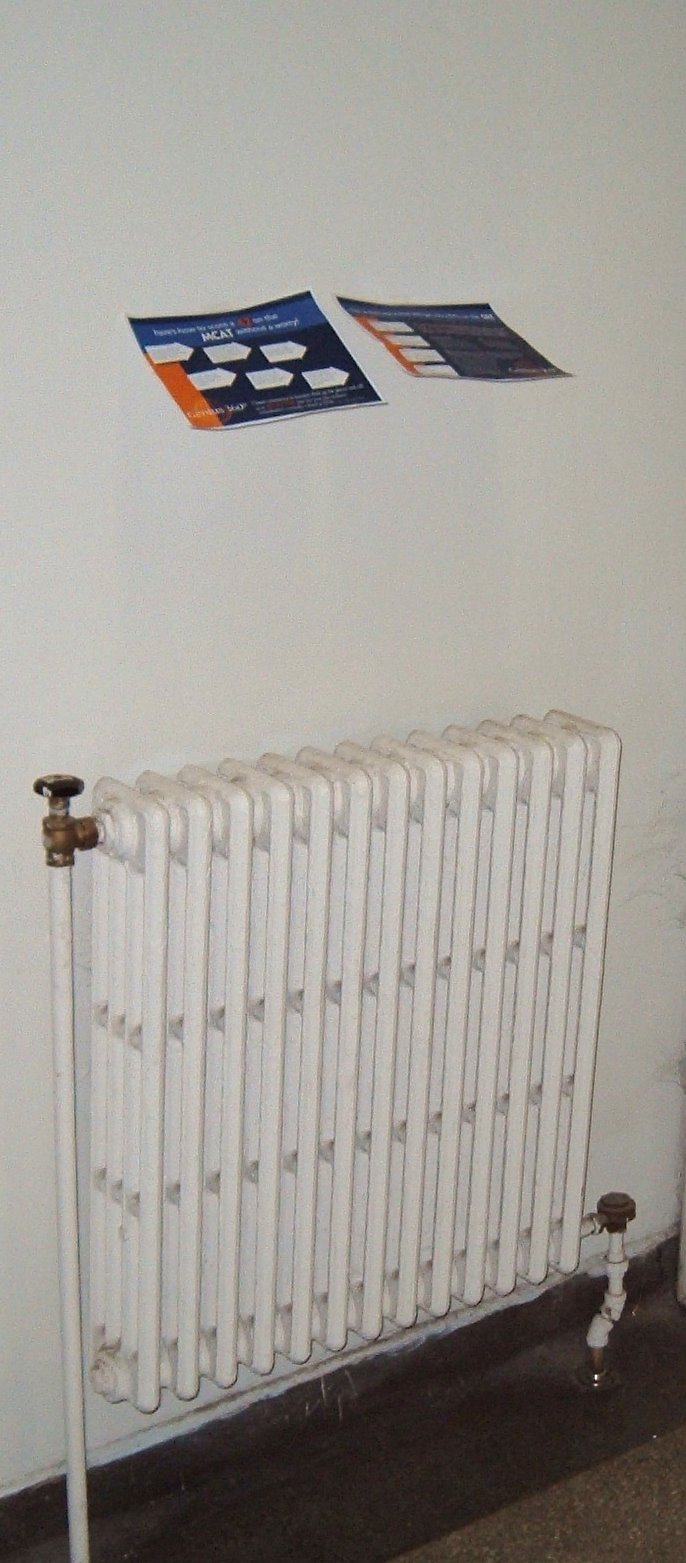
Підняття аркушів паперу у конвекційних потоках повітря над радіатором опалювання

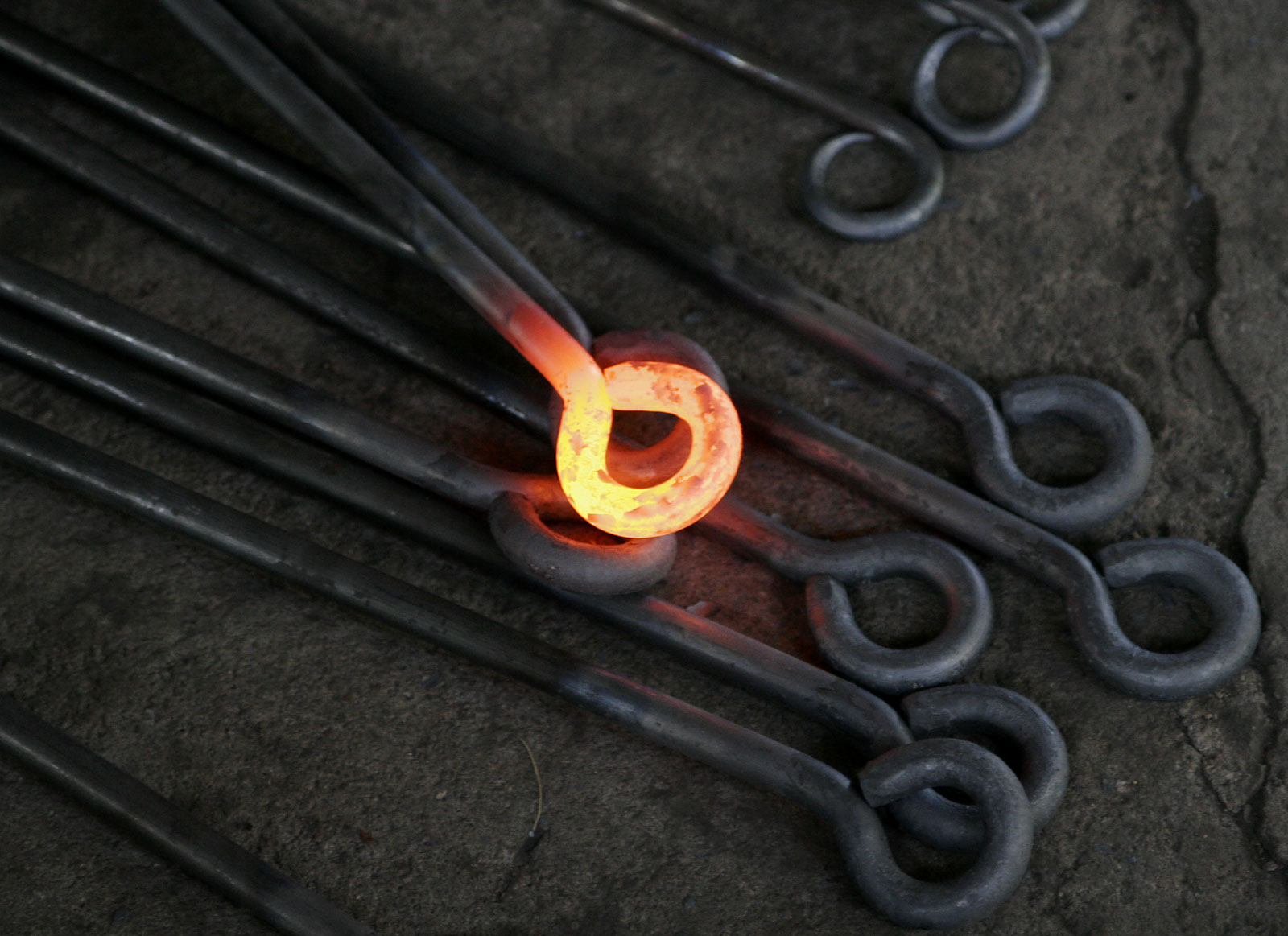
Світіння розігрітого металу при випроміненні тепла

Із теплопровідністю ми стикаємося щоразу, коли визначаємо на дотик ступінь нагрітості якогось тіла. Наприклад, коли опускаємо металеву ложку в гарячий чай, ложка нагрівається не відразу, а поступово. Це пояснюється тим, що вода має вищу температуру, ніж ложка, і її молекули мають більшу кінетичну енергію. Після того, як ложку опустили у воду, молекули води передали частину своєї кінетичної енергії атомам металу.
Поступово температура води і кінетична енергія її молекул зменшуватимуться, а температура ложки і кінетична енергія атомів металу збільшуватимуться аж до вирівнювання температур води і ложки.
Теплопровідність — це явище передачі внутрішньої енергії від однієї частини тіла до іншої або від одного тіла до іншого за їхнього безпосереднього контакту. Зауважимо, що за явища теплопровідності не відбувається перенесення речовини. Різні речовини мають різну теплопровідність. Так, метали краще проводять тепло, ніж дерево, тому ручки сковорідок виготовляють з дерева чи пластмас. Серед металів високу теплопровідність мають срібло і мідь.
Теплопровідність рідин менша, ніж теплопровідність металів. Добре відомо, що низьку теплопровідність мають хутро, вовна, пух, синтепон, оскільки пори в цих матеріалах заповнені повітрям і мало проводять тепло. Тому їх використовують для пошиття зимового одягу.

## Конвекція
Наступний вид теплообміну — конвекція. Під час конвекції енергія переноситься потоками газу чи рідини. У твердих тілах цей спосіб теплообміну неможливий. Конвекція зумовлює виникнення таких явищ природи, як вітер, теплі й холодні течії в океанах тощо.
Розрізняють природну конвекцію, приклади якої вже наводилися, і вимушену конвекцію, що відбувається, коли, наприклад, нерівномірно нагріту рідину перемішують мішалкою. Конвекція, як і теплопровідність, широко використовується в побуті. Саме завдяки конвекції нагрівається рідина в посудині, яка стоїть на газовій плиті, обігріваються приміщення.

## Випромінення
Випромінення (променевий теплообмін), подібно до теплопровідності та конвекції, є видом теплообміну.
Випроміненням енергія може передаватися на великі відстані і не потребує наявності речовини між тілами. Яскравий приклад — випромінення Сонця, яке досягає Землі, проходячи відстань 149 000 000 км крізь майже безповітряний простір.
Енергію випромінюють усі тіла — і сильно, і слабо нагріті. Чим вища температура тіла, тим більше енергії воно випромінює.

## Інші види теплообміну
Існують також комбіновані види теплообміну. Основні з них:
- тепловіддача (конвективний теплообмін між потоками рідини чи газу та поверхнею твердого тіла)
- теплопередача (теплообмін між більш нагрітим середовищем через розділяючу їх стінку та менш нагрітим)
- конвективно-випромінювальне перенесення тепла (спільна перенесення тепла конвекцією та випроміненням)